# 梵天相応
「梵天相応」（ぼんてんそうおう、巴: Brahma-saṃyutta, ブラフマ・サンユッタ）とは、パーリ仏典経蔵相応部に収録されている第6相応。
漢訳語である「梵天」を用いず、原語の「ブラフマ」をそのまま用いて直訳すると、「ブラフマ相応」となる。

## 構成
2品15経から成る。
短篇経典が第1品に10経、第2品に5経まとめられている。
1. Paṭhama-vagga --- 全10経
2. Dutiya-vagga --- 全5経

## 日本語訳
- 『南伝大蔵経・経蔵・相応部経典1』（第12巻） 大蔵出版
- 『パーリ仏典 相応部(サンユッタニカーヤ) 有偈篇II』 片山一良訳 大蔵出版
- 『原始仏典II 相応部経典1』 中村元監修 春秋社
- 『ブッダ悪魔との対話――サンユッタ・ニカーヤ2 』中村元訳 岩波文庫